# نامطلوب (فیلم)
نامطلوب (به انگلیسی: Adverse) یک فیلم جنایی و دلهره‌آور آمریکایی محصول سال ۲۰۲۰ به نویسندگی و کارگردانی برایان متکالف با بازی توماس ایان نیکلاس، لو دایموند فیلیپس، شان آستین، کلی آرجن، پنه‌لوپه آن میلر و میکی رورک است. این فیلم برای اولین بار در جشنواره فیلم فانتاسپورتو، بزرگترین جشنواره فیلم پرتغال، در ۲۸ فوریه ۲۰۲۰ به نمایش درآمد. این فیلم برای برایان متکالف جایزه پلاتینیوم رمی را در جشنواره بین‌المللی فیلم ورلد-فست هیوستون به ارمغان آورد.
این فیلم در ۱۲ فوریه ۲۰۲۱ توسط لاینزگیت در ایالات متحده اکران شد.

## داستان
یک راننده تاکسی متوجه می‌شود که خواهرش به یک سندیکای جنایی خطرناک بدهکار است.

## تولید
فیلمبرداری اصلی در اکتبر ۲۰۱۸ در لس آنجلس آغاز شد. در ۱۷ ژانویه ۲۰۱۹، تأیید شد که فیلمبرداری به پایان رسیده‌است.